# 帕利耶 (加利福尼亚州)
帕利耶（英語：Parlier），是美国加利福尼亚州弗雷斯诺县下属的一座城市。建市于1921年11月15日，面积大约为2.19平方英里（5.7平方公里）。根据2010年美国人口普查，该市有人口14,494人。